# Otto Rüdiger (Historiker)
Otto Rüdiger (* 1845; † 1904) war ein deutscher Historiker, Lehrer und Schriftsteller in Hamburg.

## Leben
Otto Rüdiger war der Vater des Geologen, Historikers und Polarforschers Hermann Rüdiger (1889–1946). Rüdiger studierte Geschichte und promovierte.

## Schriften
- Die ältesten hamburgischen Zunftrollen und Brüderschaftsstatuten. Hamburg 1874. Unveränderter Nachdruck Auvermann, Glashütten im Taunus 1976, ISBN 3-920967-28-3.
- Älter Hamburgische und Hansestädtische Handwerksgesellendocumente. Nachtrag zu den ältesten hamburgischen Zunftrollen. Gräfe, Hamburg 1875.
- Siegfried Bunstorp’s Meisterstück. Fischer, Jena 1878.
- Geschichte des hamburgischen Unterrichtswesens. Hamburg 1896.
- Mit Hermann Spörri: Der Maler Wilhelm Graupenstein, Hamburg, Schröder & Jeve, 1897 (Digitalisat)
- Barbarossas Freibrief für Hamburg vom 7. Mai 1189. Festschrift zum siebenhunderjährigen Gedenktage. Hamburg 1889.
- Geschichtstabelle. Schröder & Jeve, Hamburg 1900 (Digitalisat).
- Caspar von Voght: Ein hamburgisches Lebensbild. Commeter, Hamburg 1901.
- Caroline Rudolphi. Eine deutsche Dichterin und Erzieherin, Klopstocks Freundin. Hamburg, Leipzig 1903. Nachdruck Kesslinger 2009, ISBN 9781104692599.
- Baron Caspar von Voghts Lebensgeschichte. Hamburg 1917.